# Клюбко, Адам Адамович
Адам Адамович Клюбко (бел. Адам Адамавіч Клюбко; 1923 год, деревня Кармазы — 19 января 2008 года) — звеньевой совхоза «Любанский» Любанского района Минской области, Белорусская ССР. Герой Социалистического Труда (1966).

## Биография
Родился в 1924 году в крестьянской семье в деревне Кармазы. После начала Великой Отечественной войны воевал в партизанском отряде имени Даватора, затем — в Красной Армии. Закончил войну в Берлине. После демобилизации возвратился на родину, где участвовал в восстановлении совхоза «Любанский» Любанского района. Позднее был назначен звеньевым тракторного звена в этом же совхозе. Звено Адама Клюбко первым в Белоруссии собрало 300 центнеров картофеля с каждого гектара.
Адам Клюбко стал инициатором социалистического соревнования в совхозе. Применяя новые агрономические методы и новые сорта картофеля, бригада собирала в среднем каждый год по 350—400 центнеров картофеля с каждого гектара. Результаты работы бригады были на 20 % выше среднего по совхозу. В 1965 году было собрало в среднем по 317 центнеров картофеля с каждого гектара. Указом Президиума Верховного Совета СССР от 30 апреля 1966 года за высокие показатели по возделыванию картофеля удостоен звания Героя Социалистического Труда с вручением ордена Ленина и золотой медали «Серп и Молот».

## Награды
- Герой Социалистического Труда — указом Президиума Верховного Совета СССР от 30 апреля 1966 года
- Орден Ленина